# Associazione Calcio Marzotto 1968-1969
Questa pagina raccoglie le informazioni riguardanti l'Associazione Calcio Marzotto nelle competizioni ufficiali della stagione 1968-1969.

## Rosa
| N. |                   | Ruolo | Calciatore          |
| -- | ----------------- | ----- | ------------------- |
|    | Italia (bandiera) | C     | Pierluigi Bassanese |
|    | Italia (bandiera) | C     | Antonio Bianchini   |
|    | Italia (bandiera) | C     | Giovanni Bortoli    |
|    | Italia (bandiera) | D     | Gilberto Burtini    |
|    | Italia (bandiera) | A     | Francesco Canella   |
|    | Italia (bandiera) | D     | Franco Cariolato    |
|    | Italia (bandiera) |       | Coli                |
|    | Italia (bandiera) | C     | Giorgio Coppetti    |
|    | Italia (bandiera) | C     | Ivano De Vettor     |
|    | Italia (bandiera) | P     | Giuseppe Fongaro    |
|    | Italia (bandiera) |       | Fontana             |
|    | Italia (bandiera) | A     | Ludovico Fosser     |
|    | Italia (bandiera) |       | Frigo               |

| N. |                   | Ruolo | Calciatore            |
| -- | ----------------- | ----- | --------------------- |
|    | Italia (bandiera) | C     | Mario Giordano        |
|    | Italia (bandiera) | C     | Pierluigi Magri       |
|    | Italia (bandiera) | A     | Tiziano Panozzo       |
|    | Italia (bandiera) | C     | Mario Pasquina        |
|    | Italia (bandiera) | C     | Graziano Rigo         |
|    | Italia (bandiera) | A     | Antonio Santagiuliana |
|    | Italia (bandiera) | P     | Guiso Tomasi          |
|    | Italia (bandiera) | C     | Gino Tomizzioli       |
|    | Italia (bandiera) | D     | Roberto Zanon         |
|    | Italia (bandiera) |       | Zanoni                |
|    | Italia (bandiera) | A     | Lino Zanderigo        |
|    | Italia (bandiera) | C     | Ferruccio Zecchin     |